# 四倉町塩木
四倉町塩木（よつくらまち しおき）は、福島県いわき市の大字である。郵便番号は979-0207。

## 地理
いわき市北東部の四倉地区に属する。北で四倉町戸田、東で四倉町上仁井田、南東で四倉町下仁井田、西で四倉町狐塚とそれぞれ隣接する。概ね町村制施行以前の磐城郡塩木村の流れを汲む地域である。二級水系夏井川水系仁井田川下流左岸域を主な範囲とする。全体が平地であり水田が広がり、中央部の仁井田川がカーブする内側にある字家ノ内と、南端部の旧国道6号沿いに集落がありほとんどの家屋がそこに立地する。内郷御厩町内に所在するいわき中央警察署及び四倉町に所在する平消防署四倉分署がそれぞれ管轄にあたる。

### 主な字
字
- 高田
- 家ノ内
- 八合

- 小橋本
- 高橋本
- 道東

### 河川
- 仁井田川（二級水系夏井川水系）

## 歴史
- 1879年1月27日 - 笠間藩領塩木村が福島県内における郡区町村制の施行により磐城郡の村となる[4]。
- 1889年4月1日 - 町村制の施行により塩木村が大森村、細谷村、狐塚村、名木村、長友村、下仁井田村、上仁井田村と合併し、大浦村が発足する。旧塩木村域は大浦村の大字となる。[4]。
- 1896年4月1日 - 磐城郡と周辺郡との合併により石城郡が発足し、石城郡大浦村となる[4]。
- 1955年3月10日 - 大浦村が四ツ倉町、大野村と合併し、四倉町が発足し、四倉町の大字となる[4]。
- 1966年10月1日 - 四倉町が平市・磐城市・常磐市・勿来市・内郷市、石城郡小川町・遠野町・川前村・田人村・好間村・三和村、双葉郡久之浜町・大久村と合併しいわき市となり、いわき市四倉地区の大字となる[4]。

## 世帯数と人口
2023年10月31日現在の世帯数と人口は以下の通りである。
| 大字       | 世帯数 | 人口  |
| ---------- | ------ | ----- |
| 四倉町塩木 | 41世帯 | 113人 |

## 小・中学校の学区
市立小・中学校に通う場合、学区は以下の通りとなる。
| 番地 | 小学校               | 中学校               |
| ---- | -------------------- | -------------------- |
| 全域 | いわき市立大浦小学校 | いわき市立四倉中学校 |

## 交通

### 鉄道
- JR常磐線

### 道路
- 一級市道平四倉線（旧国道6号）

## 施設
- 四倉学校給食センター
- 八坂神社